# Tacoclina

Camadas do Sol

A tacoclina é a região de transição do Sol entre a zona de radiação e a zona de convecção.
O termo tacoclina, originalmente proposto em 1992 por Spiegel & Zahn, deriva de duas palavras: tachus de origem grega, que significa rápido (velocidade) e clinare de origem latina, cujo significado é reclinar-se (variação). E se refere à estreita camada de transição entre a zona radiativa do interior solar e o envelope convectivo que se estende até a "superfície". É onde acredita-se que o campo magnético solar seja criado.
A região da tacolina desempenha um papel fundamental na teoria do dínamo solar, pois é nesta região onde os campos poloidais gerados localmente, ou transportados de outra região da estrela são transformados nos campos toroidais antes de emergirem para a superfície. Se manifestam como manchas solares e regiões ativas, resultando nos padrões vistos na superfície do sol.